# Channel Lake (Illinois)
Channel Lake es un lugar designado por el censo ubicado en el condado de Lake en el estado estadounidense de Illinois. En el Censo de 2010 tenía una población de 1664 habitantes y una densidad poblacional de 267,47 personas por km².

## Geografía
Channel Lake se encuentra ubicado en las coordenadas 42°28′58″N 88°8′50″O / 42.48278, -88.14722. Según la Oficina del Censo de los Estados Unidos, Channel Lake tiene una superficie total de 6.22 km², de la cual 4.67 km² corresponden a tierra firme y (24.9%) 1.55 km² es agua.

## Demografía
Según el censo de 2010, había 1664 personas residiendo en Channel Lake. La densidad de población era de 267,47 hab./km². De los 1664 habitantes, Channel Lake estaba compuesto por el 95.49% blancos, el 0.3% eran afroamericanos, el 0.48% eran amerindios, el 0.54% eran asiáticos, el 0.06% eran isleños del Pacífico, el 1.44% eran de otras razas y el 1.68% pertenecían a dos o más razas. Del total de la población el 5.95% eran hispanos o latinos de cualquier raza.